# 岳ノ台
岳ノ台（だけのだい）とは、丹沢山地の大山と表尾根の間に位置する標高899mの山である。神奈川県秦野市内に位置し、丹沢大山国定公園に属す。別名台岳。
頂上には展望台が設置されていて眺めが良く、富士山や表尾根、丹沢三峰、大山などが見える。主な登山口はヤビツ峠や菩提峠で、1時間ほどで往復できる。

## ギャラリー

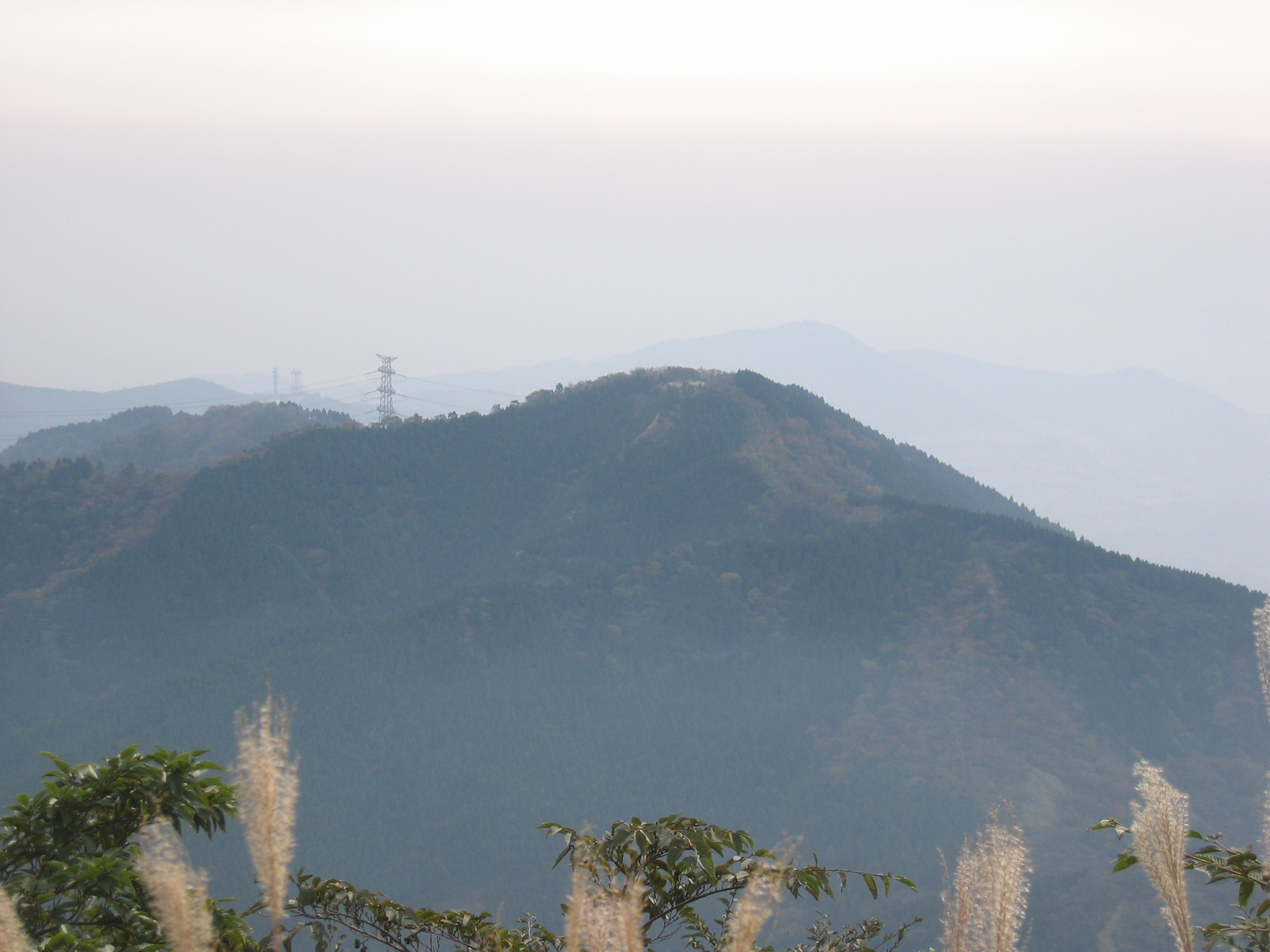
二ノ塔付近から望む岳ノ台